# ピケット (軍事)

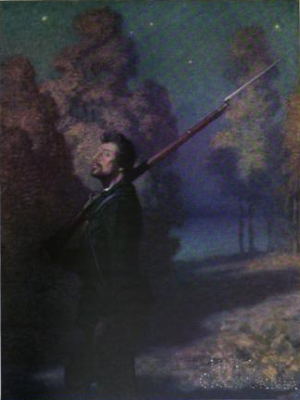
ピケット・ガード（The Picket Guard）同名の詩のN・C・ワイエスによるイラスト

ピケット（picket（古い綴りではpicquet[piquet]））は戦線前方に配置されて、敵の進撃に対する警報を出す兵士または小部隊のこと。同様の任務を実行するための任意の戦力（航空機や艦船など）を指すこともある。

## 起源
ピケット（仏: piquetは尖った杭やペグを意味する。「刺す」を意味するpiquerに由来）という用語の起源は1690年ごろのフランス陸軍だと考えられている。前哨基地にいる歩兵中隊はその銃兵を監視任務に分散する状況から、パイク兵の小グループをpiquet（pique＋-et、パイク+小さい）と呼ばれる控え（予備）として残していた 。この用語は1735年、おそらくはそれよりもはるかに前から、イギリス陸軍でも使用されていた 。

## 用例
ピケットとは、見張り任務に就いている兵士または小部隊を指す。もともとの軍事的な用法、敵に対する警戒の他に、そこから派生した「火の番」fire picketなどの他の事柄に対する見張りを意味する場合もある。

## 関連項目

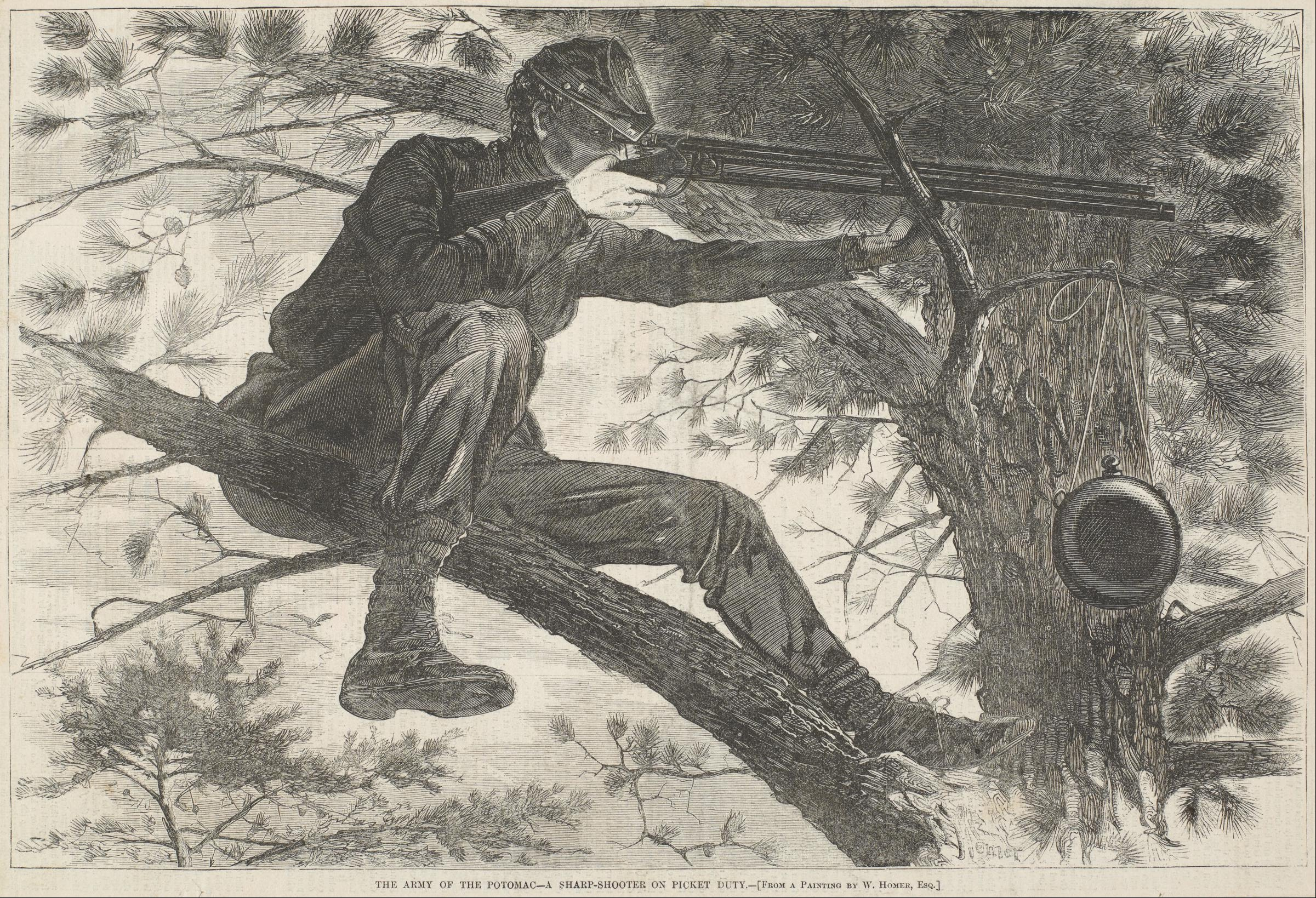
ポトマック軍—ピケット任務中の狙撃兵、ウィンスロー・ホーマー作、1862年